# Thailandviken

Thailandviken

Thailandviken, Thailandbukten, Siambukten, är den nordvästliga delen av Sydkinesiska sjön (i Stilla havet). Den avgränsas av Malackahalvön i Thailand och Malaysia i väster och av Thailand, Kambodja och Vietnam i öster. Den nordliga delen av bukten kallas Bangkokbukten, vid mynningen av floden Chao Phraya, nära Bangkok. Bukten täcker omkring 320 000 km². Dess sydgräns definieras vanligen mellan Bai Bung-näset i det sydligaste Vietnam (sydväst om Mekongflodens utlopp) till den malaysiska staden Kota Baru på Malackahalvön.
Thailandviken är relativt grund, med ett genomsnittligt djup på 45 meter och maximalt djup på endast 80 meter. Därmed blir vattengenomströmningen och vattenutväxlingen långsam, och den starka tillförseln av färskvatten från många stora floder leder till en låg salthalt (3,05 till 3,25 procent) och till hög sedimentering. Endast vid större djup flyter vatten med större salthalt (3,4 procent) vidare in i Sydkinesiska havet. De viktigaste floderna som mynnar i havet vid Thailandviken är Chao Phraya (och med den också den stora bifloden Ta Chin) och Meklong-floden vid Bangkokbukten, samt Tapi-floden i Bandonbukten i sydväst.
Thailandviken har många korallrev, och med dem följer dykarturism. Bland de mest populära turistmålen i eller vid Thailandviken är Ko Samui i Surat Thani-provinsen, samt Ko Tao, båda öar i Thailand.
Bukten har också oljefält och i något mindre grad naturgas.